# Gare de Vértesszőlős
La gare de Vértesszőlős (en hongrois : Vértesszőlős vasútállomás) est une halte ferroviaire hongroise, située à Vértesszőlős.